# Outlook (Montana)
Outlook é uma cidade  localizada no estado americano de Montana, no Condado de Sheridan.

## Demografia
Segundo o censo americano de 2000, a sua população era de 82 habitantes.
Em 2006, foi estimada uma população de 69, um decréscimo de 13 (-15.9%).

## Geografia
De acordo com o United States Census Bureau tem uma área de
3,4 km², dos quais 3,4 km² cobertos por terra e 0,0 km² cobertos por água. Outlook localiza-se a aproximadamente 716 m acima do nível do mar.

## Localidades na vizinhança
O diagrama seguinte representa as localidades num raio de 40 km ao redor de Outlook.